# Fovea centralis

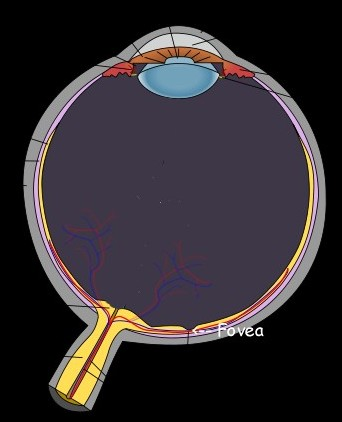
Rechteroog met de fovea

De fovea centralis of het centrale groefje is een inzinking midden in de gele vlek van het netvlies. Bij zoogdieren bevindt zich op de plek het gebied waarmee het scherpst gezien kan worden. Mensen hebben het nodig om te kunnen lezen, televisie te kijken en iedere andere activiteit waarbij visueel detail een grote rol speelt.
De fovea centralis (diameter 1,5 mm) is niet helemaal gesitueerd in het verlengde van de optische as, maar ligt 4 tot 8 graden temporaal ervan. In de fovea bevinden zich bijna uitsluitend kegeltjes en geen staafjes. De kegeltjes zijn, ten opzichte van de rest van het netvlies, kleiner en dichter opeen gepakt in een hexagonaal patroon. In de fovea centralis is ieder kegeltje verbonden met een zenuwvezel van de nervus opticus. 
De fovea vlakt centraal af in de vorm van een dal (de foveale excavatie genoemd) en bevat in het centrale deel een gebied wat de foveola (diameter 0,35 mm) wordt genoemd. In dit gebied zijn de kegeltjes slanker en liggen ze dichter op elkaar. Er is geen ganglioncellaag aanwezig. Het gebied tussen de fovea en de foveola bevat géén bloedvaten en wordt de foveale avasculaire zone genoemd. In het midden van de foveola bevindt zich een minuscuul puntje genaamd de umbo.